# Impatiens sorikensis
Impatiens sorikensis är en balsaminväxtart som beskrevs av Utami. Impatiens sorikensis ingår i släktet balsaminer, och familjen balsaminväxter. Inga underarter finns listade i Catalogue of Life.